# Chirurdzy (seria 3)
Trzeci sezon amerykańskiego serialu medycznego Chirurdzy wyświetlany na antenie telewizji ABC. Premiera w Stanach Zjednoczonych miała miejsce 21 września 2006, a finał sezonu 17 maja 2007. Sezon wyprodukowany przez Touchstone Television we współpracy z Shondaland oraz The Mark Gordon Company.

## Time Has Come Today
- Pierwsza emisja (USA): 21 września 2006
- Reżyseria: Dan Minahan
- Scenariusz: Shonda Rhimes
- Gościnnie wystąpili: Chris O’Donnell (Finn Dandridge), Kate Burton (dr Ellis Grey), Loretta Devine (Adele Webber), Steven W. Bailey (Joe), Jessica Tuck (matka Shannon), Sarah Utterback (pielęgniarka Olivia Harper), Joanie Fox (matka Sary), Mia Wesley (matka Karen), Pepper Sweeney (ojciec Lisy), Alexandra Brandl (Karen), Nicolette Collier (Meredith jako dziecko), Matt Crabtree (facet), Elizabeth Goldstein (Giselle Toussant), Hallee Hirsh (Claire), Kelli King (Sara), Wayne Lopez (ratownik), Frank Merino (pracownik domu pogrzebowego), Paulina Olszyinski (Lisa), Jeremy Rabb (rezydent), Haley Ramm (Shannon), Damon Standifer (Hazmat), Steve Harris (Omar Toussant)
- Oficjalny polski tytuł: "Kwestia czasu"

### Streszczenie
Izzie nie może się pozbierać po stracie Denny’ego. Cristina i Meredith bezskutecznie starają się ją pocieszyć. W końcu Izzie postanawia urządzić dla ukochanego sziwę. Tymczasem do szpitala trafia kobieta zarażona tajemniczą chorobą. Okazuje się, że to dżuma. Wszyscy, którzy mieli z nią kontakt (w tym Derek i George), zostają poddani kwarantannie.
Adele stawia Richardowi ultimatum. Stażyści wspominają dzień, w którym się poznali.

### Muzyka
- "Lullaby" – The Dixie Chicks
- "Take Me Anywhere" – Tegan and Sara
- "Quicksand" – Sleeping At Last
- "Nothing Brings Me Down" – Emilíana Torrini
- "Who Cares? Gone Daddy Gone" – Gnarls Barkley
- "Under The Milky Way" – Grant Lee Phillips
- "All I Need" – Mat Kearney

## I Am a Tree
- Pierwsza emisja (USA): 28 września 2006
- Reżyseria: Jeff Melman
- Scenariusz: Krista Vernoff
- Gościnnie wystąpili: Chris O’Donnell (Finn Dandridge), Diahann Carroll (Jane Burke), Richard Roundtree (Donald Burke), Roxanne Hart]l (Dana Seabury), Peter Paige (Benjamin O’Leary), Steven W. Bailey (Joe), Elizabeth Sampson (Ruth O’Leary), Javier Grajeda (Jeffrey Hernandez)
- Oficjalny polski tytuł: „Trudne wybory”

### Streszczenie
Cristina w dość nietypowych okolicznościach poznaje rodziców Burke'a. Addison znajduje majtki Meredith w kieszeni marynarki Dereka. Z zemsty wiesza je na tablicy ogłoszeń. Montgomery bierze dzień urlopu i postanawia topić smutki w alkoholu. Załamana Izzie nie jest w stanie znaleźć sobie miejsca. Ulgę przynosi jej jedynie pieczenie ciastek. Dr Webber odkrywa tajemnicę Callie. Lekarze ratują życie chłopca, którego przebiło drzewo. Jedna z pacjentek dowiaduje się, że ma raka płuc. Postanawia do końca korzystać z życia. Meredith nie potrafi wybrać pomiędzy Derekiem a Finnem. W końcu dziewczyn decyduje, że najpierw musi pochodzić z nimi na randki, by dokonać właściwego wyboru. Derek mówi Addison, że ich małżeństwo jest już skończone, gdy w jej apartamencie wpada na Marka Sloana.

### Muzyka
- "The Time Is Now" – Moloko
- "Crashing Down" – Mat Kearney
- "Theme From Chalets" – The Chalets
- "The Mating Game" – Bitter: sweet
- "Running On Sunshine" – Jesus Jackson
- "Open Your Eyes" – Snow Patrol

## Sometimes a Fantasy
- Pierwsza emisja (Stany Zjednoczone): 5 października 2006
- Reżyseria: Adam Arkin
- Scenariusz: Debora Cahn
- Gościnnie wystąpili: Chris O’Donnell (dr Finn Dandridge), Abigail Breslin (Megan Clover), Gabriel Casseus (Taylor Tressel), Jack Conley (Jasper Hovey), Lanei Chapman/ Lanai Chapman (Lianne Tressel), Stephanie Erb (Gantry), Kevin Will (Len Gantry), Linda Eve Miller (pielęgniarka z izby przyjęć), Daniel Tatar (recepcjonista), Julie Granata (recepcjonistka).
- Oficjalny polski tytuł: "Fantazje"

### Streszczenie
George ma dość mieszkania z Callie. Tymczasem ona złości się, że ten zniechęcił jej pacjenta do operacji. Napięcie między parą wzrasta, w rezultacie Callie wyprowadza się do hotelu. Obserwując poczynania Burke'a, Cristina postanawia mu pomóc. Alex zajmuje się młodą pacjentką, odporną na ból. Mark wyznaje miłość Addison. Izzie udaje się do Seattle Grace, by prosić o drugą szansę. Targające nią wątpliwości nie pozwalają jej jednak przekroczyć progu szpitala. Meredith odkrywa, że randkowanie z dwoma mężczyznami nie jest tak łatwe jak myślała.

### Muzyka
- "Idlewild Blues" – OutKast
- "Take What You Take" – Lily Allen
- "Dirty Mind" – The Pipettes
- "Step It Up" – The Bamboos
- "Ballad of a Bitter End" – The Poems
- "Can't Get It Right Today" – Joe Purdy

## What I Am
- Pierwsza emisja (Stany Zjednoczone): 12 października 2006
- Reżyseria: Dan Lerner
- Scenariusz: Allan Heinberg
- Gościnnie wystąpili: Chris O’Donnell (dr Finn Dandridge), Fred Ward (Denny Duquette), Stephanie Faracy (Sullivan); Tina Holmes (Rebecca Bloom); Alan Blumenfeld (Shawn Sullivan); Steven W. Bailey (Joe); Jeff Rubino (Jeff Bloom); Paula Weston Solano (pielęgniarka).
- Oficjalny polski tytuł: "Kim jesteśmy"

### Streszczenie
Do grona chirurgów Seattle Grace dołącza stary znajomy Dereka i Addison – Mark Sloan. Meredith dostaje nagłego ataku wyrostka. Odkrywa dzięki temu uroki morfiny i życzliwą stronę Addison. Meredith dokonuje ostatecznego wyboru pomiędzy Finnem i Derekiem. Ciężarna pacjentka Addison nie wyraża zgody na przeprowadzenie cesarskiego cięcia, gdyż upiera się przy naturalnym porodzie. Izzie spotyka się z ojcem Denny’ego, który na początku rozmowy jest do niej wrogo nastawiony. Uważa on, że dziewczyna związała się z jego synem dla pieniędzy. Po dłuższej rozmowie wręcza jej kopertę, w której jest czek na 8,7 miliona dolarów. Podaje też klucz do odsłuchania wiadomości od jego syna, którą Denny pozostawił tuż przed śmiercią. Skrywając mroczny sekret, Burke zostaje dopuszczony do operacji. Addison nie może sobie poradzić z wyrzutami sumienia dręczącymi ją z powodu wydarzeń przeszłości.

### Muzyka
- "If Looks Could Kill" – Camera Obscura
- "Standing In The Way Of Control" – The Gossip
- "Back In Time" – Au Revoire Simone
- "So:Lo" – Kate Havnevik
- "Province" – TV on the Radio
- "Fall For Nothing" – Mindy Smith

## Oh, the Guilt
- Pierwsza emisja (Stany Zjednoczone): 19 października 2006
- Reżyseria: Jeff Melman
- Scenariusz: Zoanne Clack, Tony Phelan oraz Joan Rater
- Gościnnie wystąpili: Faith Prince (Sonya Cowlman), Arye Gross (Adam Morris), Justina Machado (Diane Niles), Chris Conner (Pan Niles), Margo Harshman (Jennifer Morris), Todd Babcock (dr Matthew Savoy), Moe Irvin (pielęgniarka), Kate Anthony (pielęgniarka), Karl T. Wright (mediator), Libby Barnes (lekarz), Tom Ormeny (lekarz), Dennis Depew (stażysta).
- Oficjalny polski tytuł: "Poczucie winy"

### Streszczenie
Izzie nie wie, co zrobić z pieniędzmi od Denny’ego. Tymczasem w szpitalu trwa seminarium dotyczące śmiertelności pacjentów, które sprawia, że w stażystach odzywa się poczucie winy. Addison i Derek porozumiewają się w sprawie rozwodu. Addison przyznaje, że związek z Markiem był dla niej czymś więcej niż tylko epizodem. Meredith informuje Dereka o jej "ostatecznym wyborze". Reakcja neurochirurga nieco ją zaskakuje. Callie zastanawia się, jak powiedzieć George’owi o nocy spędzonej ze Sloanem. Do szpitala trafia para, która dosłownie nie może się od siebie "oderwać".

### Muzyka
- "Clonie" – Nellie McKay
- "Kaleidoscope" – Kate Havnevik
- "Wild is The Wind" – The Second Band
- "Be Good Or Be Gone" – Fionn Regan
- "Don't Mistake Me" – Keisha White

## Let The Angels Commit
- Pierwsza emisja (Stany Zjednoczone): 2 listopada 2006
- Reżyseria: Jessica Yu
- Scenariusz: Stacy McKee
- Gościnnie wystąpili: Edwin Hodge (Greg), Embeth Davidtz (Nancy Sheperd), Francesca P. Roberts (Bird), Jillian Bach (Gretchen), Liza Lapira (Noel).
- Oficjalny polski tytuł: "Kwestia zaangażowania"

### Streszczenie
W dość niecodziennych okolicznościach Meredith poznaje siostrę Dereka – Nancy. Kobieta nie jest zadowolona z faktu, iż jej brat spotyka się ze stażystką. Derek prosi Meredith, aby ta dała mu czas na poukładanie różnych spraw. Izzie wraca do pracy w charakterze obserwatora. Jest ona na okresie próbnym – każdego dnia przypisana innemu stażyście. Addison zajmuje się pacjentką z dwoma macicami. Burke narzeka nadal na problemy z ręką, dlatego Cristina asystuje mu przy wszystkich operacjach.

### Muzyka
- "Cobrastyle (feat. Mad Cobra)" – Teddybears
- "My Patch" – Jim Noir
- "Young Folks" – Peter Bjorn and John
- "Notice" – Gomez
- "Life is Beautiful" – Vega 4
- "Writings on the Wall" – The Album Leaf

## Where The Boys Are
- Pierwsza emisja (Stany Zjednoczone): 9 listopada 2006
- Reżyseria: Mark Wilding
- Scenariusz: Dan Minahan
- Gościnnie wystąpili: George Dzundza (Harold O’Malley), Jack Yang (Walter Recurring), Kali Rocha (Sydney Heron), Steven W. Bailey (Joe), Alexandra Billings (Donna), Alexandra Holden (Jamie), Clare Carey (Vicky), Jim Parrack (Ted)
- Oficjalny polski tytuł: "Nowy początek"

### Streszczenie
Męska część zespołu z Seattle Grace, oprócz Sloana, wyjeżdża na camping do lasu. Dochodzi tam do bójki między Aleksem a George’em, w której ucierpiał Walter – chłopak Joego. Preston zszywa głowę rannego, ale drży mu ręka, wszystko zauważa O’Malley. George dowiaduje się, że Callie spędziła noc z Sloanem. Derek postanawia zacząć wszystko od początku z Meredith. Bailey dobrze wie, że Christina wymazała jej nazwisko z rozpisu operacji. Postanawia dać jej nauczkę, przypisuje ją do pacjenta, który połknął pionki od gry Monopoly. Pacjentką Addison jest Jamie Carr, która wychodząc spod prysznica, skręciła nadgarstek. Po badaniach ginekologicznych okazuje się, że ten upadek spowodował śmierć jej nienarodzonego dziecka. Daniel-Donna, transpłciowa pacjentka Marka, chce usunąć swoje genitalia męskie, aby poczuć się jak kobieta. Po badaniach okazuje się, że ma raka piersi. Nie powinna poddać się operacji plastycznej, ale się na nią decyduje. Izzie jest przypisana do Sydney – rezydentki, która stwierdza, że ona nie radzi sobie po stracie Denny’ego. Opowiada swoją historię – jak była stażystką i straciła dziecko. Do szpitala zostaje przyjęty ojciec George’a.

### Muzyka
- "Think I'm In Love" – Beck
- "Tell Me What To Do" – Jim Noir
- "Make Right With You" – Luke Temple
- "Greedy" – Inara George
- "Something In The Water" – The Jealous Girlfriends
- "It’s Time" – Big Sandy & His Fly Rite Boys
- "There Is So Much More" – Brett Dennen
- "12:59 Lullaby" – Bedouin Soundclash
- "A Cold Wind Will Blow Through Your Door" – Bill Ricchini

## Staring at the Sun
- Pierwsza emisja (Stany Zjednoczone): 16 listopada 2006
- Reżyseria: Jeff Melman
- Scenariusz: Gabrielle Stanton, Harry Werksman
- Gościnnie wystąpili: George Dzundza (Harold O’Malley), Greg Pitts (Jerry O’Malley), Kali Rocha (Sydney Heron), Steven W. Bailey (Joe), Alexandra Billings (Donna), Kate Burton (Ellis Grey), Steven W. Bailey (Joe), Tim Griffin (Ronny O’Malley), Annie Campbell (Anna), Matt Winston (Frank Jeffries), Myndy Crist (Diane Hanson), Paul Cassell (John Hanson)
- Oficjalny polski tytuł: "Patrząc w stronę słońca"

### Streszczenie
Ojciec George’a ma złamany obojczyk, który nastawia Callie. Podczas rutynowych badań okazuje się, że Harold O’Malley ma raka przełyku. Zostaje on poddany zabiegowi kardiochirurgicznemu, aby można było usunąć guzy. George mówi Cristinie o drżeniu ręki Burke'a. Addison wyrzuca obrączkę do oceanu. Do szpitala trafia dziewczynka Mia, którą potrąciła jej niania. Izzie i Alex zajmują się Frankiem, który poddał się operacji plastycznej. Richard mówi Meredith, że nie będzie odwiedzał jej matki.

### Muzyka
- "Not Big" – Lily Allen
- "Everybody Get Movin'" – Get Set Go
- "Time Of My Life" – The Watson Twins
- "Where We Gonna Go From Here" – Mat Kearney
- "Breakable" – Ingrid Michaelson
- "God Bless the Child" – Chandra Wilson (Dr. Miranda Bailey)

## From A Whisper To A Scream
- Pierwsza emisja (Stany Zjednoczone): 23 listopada 2006
- Reżyseria: Julie Anne Robinson
- Scenariusz: Kip Koenig
- Gościnnie wystąpili: George Dzundza (Harold O’Malley), Brooke Smith (dr Erica Hahn), Debra Monk (Louise O’Malley), Emy Coligado (Suko), Lois Smith (Dickinson), Kate Anthony (pielęgniarka Kate), Linda Klein (pielęgniarka Linda)
- Oficjalny polski tytuł: "Od szeptu do krzyku"

### Streszczenie
Cristina obawia się, że sekret jej i Burke'a wyjdzie na jaw. George nie chce, aby jego ojca operował Preston. Prosi on konsultację dr Erikę Hahn kardiochirurga z Seattle Presbyterian, Yang jej asystuje. Panem O’Malleyem zajmuje się Izzie, która za dużo opowiada rodzicom George’a o jego sprawach miłosnych. Burke otrzymuje propozycję od Webbera, aby został nowym szefem. Richard chce odejść na emeryturę. Obecność Hahn powoduje niepewność u Christiny. Callie jest zła na Meredith, że to ona powiedziała Geroge’owi o nocy jej spędzonej z Markiem. Chce się z nią bić, ale Grey mówi, że to George jej o tym powiedział. Starszy mężczyzna Dickerson powoduje wypadek na rynku. Zostaje ranna kobieta, która jest w ciąży. Ranni z wypadku są operowani. Hahn potrzebuje pomocy Burke'a podczas operacji, ale on nie pozwala, aby Cristina mu asystowała. Wychodzi na jaw prawda o drżeniu ręki Prestona. Meredith nie rozumie, dlaczego Cristina jej o tym nie powiedziała. Yang nie wytrzymuje presji związanej z sekretem drżenia ręki, postanawia wszystko powiedzieć Webberowi.

### Muzyka
- "You And I Are A Gang Of Losers" – The Dears
- "9 Crimes" – Damien Rice
- "New Day" – Kate Havnevik

## Don't Stand So Close to Me
- Pierwsza emisja (Stany Zjednoczone): 30 listopada 2006
- Reżyseria: Seith Mann
- Scenariusz: Carolina Paiz
- Gościnnie wystąpili: George Dzundza (Harold O’Malley), Brooke Smith (dr Erica Hahn), Debra Monk (Louise O’Malley), Greg Pitts (Jerry O’Malley), Kate Burton (Ellis Grey), Mandy Siegfried (Molly Thompson), Mare Winningham (Susan Grey), Tim Griffin (Ronny O’Malley), Jason Sklar (Jake), Jennifer Aspen (Elaina), Randy Sklar (Pete), Linda Klein (pielęgniarka Linda).
- Oficjalny polski tytuł: "Za blisko siebie"

### Streszczenie
Wszyscy stażyści, oprócz Meredith, unikają Cristiny. Burke winni Dereka za drżenie jego ręki. Szuka lekarza, który by go zoperował. Christina asystuje Hahn podczas operacji Harolda O’Malleya i podczas całego zabiegu obserwuje George’a wraz z Prestonem. Do szpitala zostaje przyjęta na poród Molly, siostra Meredith, o której istnieniu ona nie wiedziała. Addison podczas porodu asystuje Grey. Bailey nie podoba się, że Cristina i Burke nie ponieśli żadnych konsekwencji. Wszyscy stażyści zostają przydzieleni do operacji rozdzielenia 22-letnich bliźniąt syjamskich. Jeden z bliźniaków chce się ożenić i potrzebuje więcej intymności. Do tej operacji są potrzebni wszyscy lekarze. Derek nie wierzy w swoje umiejętności lekarskie. Preston decyduje się poddać operacji, którą przeprowadzi Shepherd. Izzie asystuje Sloanowi podczas operacji.

### Muzyka
- "Sociopath" – Anya Marina
- "Show Me" – John Legend
- "World Waits for You" – Son Volt

## Six Days, Part 1
- Pierwsza emisja (Stany Zjednoczone): 11 stycznia 2007
- Reżyseria: Greg Yaitanes
- Scenariusz: Krista Vernoff
- Gościnnie wystąpili:George Dzundza (Harold O’Malley), Brooke Smith (dr Erica Hahn), Debra Monk (Louise O’Malley), Greg Pitts (Jerry O’Malley), Judith Hoag (Rhada Douglas), Mae Whitman (Heather Douglas), Steven W. Bailey (Joe), Tim Griffin (Ronny O’Malley), Sarah Utterback (pielęgniarka Olivia).
- Oficjalny polski tytuł:"Sześć dni (cz. 1)"

### Streszczenie
Ojciec George’a zostaje poddany operacji usunięcia guza. Prosi on przed zabiegiem, aby lekarze wycięli guza w całości. Podczas operacji okazuje się, że Herold ma już przerzuty na inne narządy. Meredith ciągle chrapie w nocy, więc Derek śpi na kanapie w salonie. Siostrzenica Grey musi być operowana. W szpitalu pojawia się Thatcher, ojciec Meredith, który bardzo troszczy się o swoją wnuczkę. Addison przyznaje się Callie, ze poddała się aborcji, a ojcem dziecka był Sloan. Do szpitala trafia Heather Douglas, która ma skrzywiony kręgosłup o 90 stopni. Callie proponuje operację wyprostowania za pomocą tytanowego pręta. Izzie chce asystować w czasie tej operacji, ale Bailey nie chce się zgodzić. Stevens nadal nie zrealizowała czeku od Denny’ego. Postanawia go zrealizować, aby uczestniczyć w tak rzadkiej operacji. Okazuje się, że firma ubezpieczeniowa nie pokryje kosztów operacji. Burke poddaje się operacji usunięcia krwiaka, który powodował drżenie ręki. Nie chce powiedzieć Cristinie, czy operacja się udała. Preston i Yang nadal z sobą nie rozmawiają.

### Muzyka
- "Lonely Hearts Still Beat The Same" – The Research
- "Passion Play" – William Fitzsimmons
- "Beggars Prayer" – Emiliana Torrini
- "Rest Of My Life" – Michelle Featherstone
- "Love Will Come Through" – Travis

## Six Days, Part 2
- Pierwsza emisja (Stany Zjednoczone): 18 stycznia 2007
- Reżyseria: Greg Yaitanes
- Scenariusz: Krista Vernoff
- Gościnnie wystąpili: George Dzundza (Harold O’Malley), Brooke Smith (dr Erica Hahn), Debra Monk (Louise O’Malley), Greg Pitts (Jerry O’Malley), Judith Hoag (Rhada Douglas), Mae Whitman (Heather Douglas), Steven W. Bailey (Joe), Tim Griffin (Ronny O’Malley), Patricia Bethune (pielęgniarka Ginger).
- Oficjalny polski tytuł: "Sześć dni (cz. 2)"

### Streszczenie
Rodzina O’Malleyów musi podjąć decyzję o podtrzymywaniu życia Harolda przez maszyny lub pozwolić jemu umrzeć. Bailey mówi George’owi o przerzutach raka jego ojca. Postanawiają odłączyć Harolda od maszyn. Anonimowy darczyńca wpłaca pieniądze na operację skoliozy Heather Douglas. Miranda wie, że to Izzie. Nie pozwala jednak jej operować, gdyż uważa, że stażystka znowu się zaangażowała emocjonalnie. Burke nie ma drżenia ręki, ale nadal nie rozmawia z Cristiną. Derek namawia Meredith, aby porozmawiała ze swoim ojcem. Dowiaduje się, że to jej matka zabroniła mu spotykać się z nią.

### Muzyka
- "It Goes Again" – OK Go
- "Fidelity" – Regina Spektor
- "The Way That I Am" – Ingrid Michaelson
- "Love Will Tear Us Apart" – Susanna & The Magical Orchestra
- "Falling Awake" – Gary Jules
- "Life in Disguise" – The Slip

## Great Expectations
- Pierwsza emisja (Stany Zjednoczone): 25 stycznia 2007
- Reżyseria: Michael Grossman
- Scenariusz: Eric Buchman
- Gościnnie wystąpili: Loretta Devine (Adele Webber), Jessica Stroup (Jilly Miller), Joe Holt (Steve), Rachel Boston (Rachel), Kathleen Mary Carthy (pani Miller), Michael P. Byrne (pan Miller),
- Oficjalny polski tytuł: "Wielkie oczekiwania"

### Streszczenie
George nie potrafi sobie poradzić po stracie ojca. Swój smutek chce zastąpić seksem z Callie, później się jej oświadcza. Richard chce odejść na emeryturę. Cristina i Burke nadal nie rozmawiają ze sobą. Preston zaprasza do siebie na kolację Dereka z Meredith, podczas której Shepherd dowiaduje się, że Webber zaproponował stanowisko szefa Burke’owi. On odmawia Richardowi. Miranda chce otworzyć przychodnię przy szpitalu. Izzie postanawia jej pomóc, dając 8,7 miliona dolarów, które dostała od Denny’ego. Przychodnia będzie nosiła imię Denny’ego Duquette. Pacjentką Addison jest młoda, 23-letnia, kobieta Jilly, która ma raka jajników z przerzutami. Pacjentem Callie i Cristiny jest maratończyk, który zemdlał podczas biegu. Lekarze żeby uratować mu życie, rozcinają skalpelem obie nogi bez znieczulenia. Yang jest pod wrażeniem umiejętności Callie. Mark chce wyjechać z Seattle, ale gdy dowiaduje się, że Richard chce odejść na emeryturę, postanawia jednak zostać i wystartować w konkursie na nowego szefa. Burke oświadcza się Christinie.

### Muzyka
- "Enchantment" – Lily Frost
- "Ships" – Umbrellas
- "Love Show" – Skye

## Wishin' and Hopin'
- Pierwsza emisja (Stany Zjednoczone): 1 lutego 2007
- Reżyseria: Julie Anne Robinson
- Scenariusz: Tony Phelan, Joan Rater
- Gościnie wystąpili: Sarah Utterback (pielęgniarka Olivia), Kate Burton (Ellis Gray)
- Oficjalny polski tytuł: "Pragnienia i nadzieje"

### Streszczenie
Matce Meredith powraca pamięć. Ellis Grey trafia do szpitala w związku z arytmią serca. Pamięta ona jedynie wszystko prócz ostatnich 5 lat. Meredith mówi jej, że ma chorobę Alzheimera, mieszka w domu starców. Ellis nie chce się zgodzić na zabieg, ale jej córka wyraża zgodę. Cristina zgadza się wyjść za mąż za Burke'a, ale nie będzie nosiła pierścionka zaręczynowego. Zostaje otwarta przychodnia im Denny’ego Duquette'a. Pierwszą pacjentką jest dziewczynka, którą przyprowadza ojciec. Prosi on lekarzy, aby uświadomili ją, jak używać akcesoriów higienicznych w czasie miesiączki. George ożenił się z Callie w Las Vegas. Życie lekarzy jest zagrożone, gdy krew pacjentki Marina jest uznane za toksyczną. Meredith, Cristina i Izzie próbują zamknąć ranę operacyjną pacjentki. Jedynie Sloan nie chce brać udziału w operacji.

### Muzyka
- Sybarite, "Runaway" feat. Psapp
- Beck, "Elevator Music"
- Miho Hatori, "Barracuda"
- Iain Archer, "Canal Song"
- Susanna & The Magical Orchestra, "Believer"
- The Whitest Boy Alive, "Fireworks"

## Walk On Water
- Pierwsza emisja (Stany Zjednoczone): 8 lutego 2007
- Reżyseria: Rob Corn
- Scenariusz: Shonda Rhimes
- Gościnie wystąpili: Elizabeth Reaser (Jane Doe), Kali Rocha (Sydney Heron), Madison Leisle (Lisa), Kate Burton (Ellis Grey).
- Oficjalny polski tytuł: "Chodzenie po wodzie (cz. 1)"

### Streszczenie
Stażyści uczą się segregować chorych. Wydarza się wypadek – zderzenie kontenerowca z promem, jest wielu rannych. Webber wysyła stażystów na miejsce katastrofy. Jedynie Cristina zostaje na ostrym dyżurze. Alex znajduje kobietę w ciąży, którą przygniótł cementowy kołek. Cristina chce powiedzieć Meredith, że wychodzi za mąż za Burke'a, ale nie potrafi znaleźć właściwego momentu. Do Grey przychodzi dziewczynka, która nie odstępuje jej na krok. Meredith tamuje krwawienie nogi mężczyzny, który jest w szoku. Niechcący popycha ją i lekarka wpada do wody. Do Izzie przychodzi mężczyzna, który prosi o uratowanie jego przyjaciela. Ma on przygniecione nogi autem. George okłamuje pacjentkę, że odnalazł jej syna. Powiedział jej to tylko po to, żeby zgodziła się na operację. Wszyscy wiedzą, że Burke będzie się żenił z Cristiną, tylko Meredith o tym nie wie.

### Muzyka
- Radio Citizen, "The Hop"
- Union of Knives, "Opposite Direction"
- 8MM, "Liar"
- Snow Patrol, "Make This Go On Forever"

## Drowning On Dry Land
- Pierwsza emisja (Stany Zjednoczone): 15 lutego 2007
- Reżyseria: Rob Corn
- Scenariusz: Shonda Rhimes
- Gościnnie wystąpili: Jeffrey Dean Morgan (Denny Duquette), Kyle Chandler (Dylan Young), Madison Leisle (cicha dziewczynka), Elizabeth Reaser (Jane Doe), Kali Rocha (Sydney Heron), Kelly Wolf (Carly Height), Billy Mayo (Rick), Dean Norris (przyjaciel Rica), Paul Perri (przyjaciel Rica)
- Oficjalny polski tytuł: "Tracąc grunt pod nogami (cz. 2)"

### Streszczenie
Alex jest odpowiedzialny za kontakt z rodzinami poszkodowanych w katastrofie. Brak systemu identyfikacji w niewielkim stopniu łagodzi frustrację członków rodziny. Alex wpada na pomysł robienia zdjęć polaroidem zmarłym niezidentyfikowanym ludziom. Izzie stara się pomóc pacjentowi przygniecionemu autem. Aby uratować mu życie, wierci mu w głowie dziury, aby wyrównać ciśnienie. Webber oznajmia, że skończył się jej okres próbny. Razem ze Sloanem proponują jej asystę podczas operacji pacjenta, któremu uratowała życie. George znajduje zaginionego chłopca, którego matce obiecał, że go odnajdzie. Cristina denerwuje się, że wszyscy wrócili, a nadal nie ma Meredith. Derek wyławia z wody Grey, która jest w hipotermii. Reanimuje ją w karetce. Addison, Burke, Webber i Bailey starają się ratować życie Meredith. Derek jest załamany, że może ją stracić.

### Muzyka
- Butterfly Boucher, "A Bitter Song"
- Kate Havnevik, "Timeless"
- Patrick Watson, "The Great Escape"

## Some Kind of Miracle
- Pierwsza emisja (Stany Zjednoczone): 22 lutego 2007
- Reżyseria: Adam Arkin
- Scenariusz: Shonda Rhimes, Marti Noxon
- Gościnnie wystąpili: Jeffrey Dean Morgan (Denny Duquette), Kyle Chandler (Dylan Young), Monica Keena (Bonnie), Anna Maria Horsford (instrumentalistka Liz Fallon), Elizabeth Reaser (Jane Doe), Kate Burton (Ellis Grey), Kali Rocha (Sydney Heron), Sarah Utterback (pielęgniarka Olivia), Steven W. Bailey (Joe)
- Oficjalny polski tytuł:" Oczekiwanie na cud (cz. 3)"

### Streszczenie
Zespół lekarzy w Seattle Grace kontynuuje walkę o życie Meredith, która tymczasem zapada w śmierć kliniczną. Derek krzyczy na Elise Grey, uważa, że to, co stało się Meredith, jest jej winą.
Po pacjentkę, którą uratował Alex przychodzi jej potencjalna rodzina. Okazuje się jednak, że kobieta nie jest ich córką. Matka Grey umiera mimo pomocy lekarskiej. Cristina widząc koleżankę prawie martwą, idzie na zakupy i do baru. Burke przekonuje ją, że lepiej, by pożegnała się ze swoją najlepsza przyjaciółką. Gdy stan Grey jest krytyczny, przychodzi do niej Yang, prosząc, by jeszcze raz spróbować reanimować koleżankę. Lekarze pod presją Cristiny ostatecznie ratują życie Meredith. Yang mówi jej, że wychodzi za mąż. Grey domyśla się, że jej matka nie żyje, co potwierdza jej Derek. Addison daje szanse Sloanowi, pod warunkiem że nie będzie uprawiał seksu przez 60 dni.

### Muzyka
- Aqualung, "The Lake"
- Damien Rice, "Sleep Don't Weep"
- Unkle Bob, "Swan"

## Scars and Souvenirs
- Pierwsza emisja (Stany Zjednoczone): 15 marca 2007
- Reżyseria: James Frawley
- Scenariusz: Debora Cahn
- Gościnnie wystąpili: Elizabeth Reaser(Jane Doe), Jeff Perry (Thatcher Grey), Mare Winningham (Susan Grey), Roger Rees (Colin Marlowe),James Gammon (Mr. Scofield), Shohreh Aghdashloo (Helen Crawford)
- Oficjalny polski tytuł:" Stare rany"

### Streszczenie
W szpitalu pojawia się kandydat na nowego szefa chirurgii. Jest nim Colin Marlow. Okazuje się on byłym kochankiem Cristiny. Marlow powoduje niemiłą rywalizację pomiędzy lekarzami. Pacjentem Izzy jest starszy mężczyzna, który ma w ciele nabój z wojny koreańskiej. Wdała się infekcja, więc lekarze muszą usunąć pocisk. Scofieldowi zależy, aby określić, do kogo należała kula, ale po tylu latach staje się to niemożliwe.
Helen Crawford, znajoma Dereka, została przyjęta na wycięcie guza mózgu. Shepherd postanawia wyciąć cały guz, aby nie musiała wracać na kolejny zabieg. Podczas operacji dochodzi do zatrzymania akcji serca. Derek otwiera klatkę piersiową, wykonuje masaż na otwartym sercu, nie prosząc o pomoc Burke'a.
Susan, macocha Grey, przekonuje Meredith do kolacji z jej ojcem Thatcherem. Grey chce, aby ta kolacja była u niej u domu. Przychodzi na nią także Derek.
Wychodzi na jaw, że Callie jest bardzo bogata. George prosi o wsparcie Izzy. Razem piją alkohol, a następnego poranka Izzie leży naga z George’em w łóżku.
Sloan wykonuje zabieg rekonstrukcji oczodołu Jane Doe. Występują komplikacje, więc Addison musi ratować dziecko. Twierdzi ona, ze chciał on tą operacją zaimponować Marlowowi. Alex przeprasza pacjentkę, że przez jego radę o zdecydowaniu się na operację, mogła urodzić za wcześnie.

### Muzyka
- Koop, "Come To Me"
- Gomez, "Girlshapedlovedrug"
- Psapp, "Hi"
- Wild Sweet Orange, "Land Of No Return"
- Anya Marina, "Move You"

## My Favorite Mistake
- Pierwsza emisja (Stany Zjednoczone): 22 marca 2007
- Reżyseria: Tamra Davis
- Scenariusz: Chris Van Dusen
- Gościnnie wystąpili: Elizabeth Reaser (Jane Doe), Héctor Elizondo (ojciec Callie Torres), Roger Rees (Colin Marlowe), Catherine Dent (Cathy Rogerson), Elisabeth Moss (Nina Rogerson), Michael Boatman (Doug Kendry), Judi Barton (Board Member)
- Oficjalny polski tytuł:"Ulubiony błąd"

George nie pamięta nocy spędzonej z Izzy. Niespodziewanie odwiedza Calie jej ojciec, który uważa, że córka popełniła błąd, wychodząc za mąż. Po kilku godzinach George przypomina sobie poprzednią noc. Rozmawia z Izzy, dochodzą do wniosków, że ich wspólna noc pozostanie tajemnicą.
Colin Marlow przedstawia zarządowi plan 10-letni dla szpitala. Nie jest tym zachwycony Richard, gdyż kandydat chce zmienić zasady panujące w szpitalu. Sloan nie przedstawia żadnego planu długoterminowego na rozwój szpitala. Uważa, że ważne jest ”tu i teraz”, chwali się zarządowi przychodnią Mirandy. Mark staje się najlepszym kandydatem według zarządu szpitala.
Sloan przeprowadza operację rekonstrukcji twarzy Jane Doe. Alex pomaga jej podjąć decyzję, którą wybrać twarz. Pokazuje pacjentce rysunki twarzy i opowiada o każdej z nich jak o realnej osobie. Sloan wybiera Meredith, aby wykonała pobranie kości do przeszczepu dla Jane. Derek stwierdza, że Mark chce wykorzystać Grey, aby zdobyć kilka dodatkowych punktów u szefa.
Pacjentem Cristiny jest pracownik budowlany, który ma cukrzycę typu II. Nie daje się uratować jego nogi. Pani Rogerson jest pacjentką Izzy, której córka jest zbyt opiekuńcza.

### Muzyka
- Mirah, "La Familia (Remix by Guy Sigsworth)"
- Alamo Race Track, "Black Cat John Brown"
- Adam Merrin, "Still Alright"
- Let’s Go Sailing, "All I Want From You Is Love"
- Let’s Go Sailing, "Sideways"

## Time After Time
- Pierwsza emisja (Stany Zjednoczone): 19 kwietnia 2007
- Reżyseria: Christopher Misiano
- Scenariusz: Stacy McKee
- Gościnnie wystąpili: Elizabeth Reaser (Jane Doe), Mare Winningham (Susan Grey), Roger Rees (Colin Marlowe), Steven W. Bailey (Joe), Brent Jennings (Charles), Dee Wallace Stone (Joan Waring), Suzanne Cryer (Caroline Klein), Tim Hopper (Dustin Klein)
- Oficjalny polski tytuł:"Przeszłość powraca"

### Streszczenie
Hannah, Córka Izzy, którą lekarka oddała do adopcji, gdy była nastolatką, cierpi na białaczkę i potrzebuje przeszczepu szpiku kostnego. Miranda wspiera Stevens, która oddaje dziewczynce szpik. Izzy zależy na spotkaniu z córką, ale dziewczynka nie chce z nią rozmawiać. Cristina stara się przekonać Marlowa, że kocha Burke'a i wyjdzie za niego. Były narzeczony Yang postanawia opuścić Seattle Grace, rezygnuje z konkursu na ordynatora chirurgii. Izzy wyznaje George’owi swoją miłość do niego, ale wie, że nie mogą być razem. W szpitalu pojawiała się potencjalna rodzina Jane, ale okazuje się, że nie jest ona ich córką. Susan Grey robi zakupy Meredith, stara się z nią zaprzyjaźnić.
Sloan uczy Richarda podrywać kobiety w barze Joego.

### Muzyka
- Amy Winehouse, "You Know I'm No Good"
- The Whitest Boy Alive, "Burning"
- Nouvelle Vague, "Dancing With Myself"
- Maria Taylor, "Clean Getaway"
- Lullaby Baxter, "Fontana Fontaine"
- Maria Taylor, "A Good Start"

## Desire
- Pierwsza emisja (Stany Zjednoczone): 26 kwietnia 2007
- Reżyseria: Tom Verica
- Scenariusz: Mark Wilding
- Gościnnie wystąpili:Elizabeth Reaser (Jane Doe), Kali Rocha (Sydney Heron), Mary-Margaret Humes (Nancy Jennings), Mitch Pileggi (Larry Jennings), Ramon De Ocampo (James Benton), Rowena King (Celeste Newman)
- Oficjalny polski tytuł: "Pożądanie"

### Streszczenie
Rywalizacja o stanowisko ordynatora wciąż trwa. Przewodniczący rady szpitala Larry Jennings staje się pacjentem Seattle Grace. Wszyscy kandydaci spieszą mu z pomocą, aby zdobyć jego głos. Po badaniach okazuje się, że w jego cewce moczowej znajduje się ryba pasożytnicza.
Addison spędza ona miłe chwile z Aleksem. George postanawia się przenieść do innego szpitala. Addison wykonuje cesarskie cięcie u Avy, kobiety, która była ciężko ranna w wypadku promu. Stażyści przygotowują się do testu. Burke zajmuje się przygotowaniami do ślubu, gdyż dla Cristiny ważniejszy jest egzamin. Callie zaczyna podejrzewać, że George ma romans z Izzie.

### Muzyka
- The Reddmen, The Secrets of Amanda Prine
- Let’s Go Sailing, Better Off
- The Bird & The Bee, Again & Again
- Beck, Nausea
- Anna Waronker, How Am I Doing

## The Other Side of This Life, Part 1
- Pierwsza emisja (Stany Zjednoczone): 3 maja 2007
- Reżyseria: Michael Grossman
- Scenariusz: Shonda Rhimes
- Gościnnie wystąpili: Amy Brenneman (Violet), Chris Lowell (Dell), Merrin Dungey (Naomi), Paul Adelstein (Cooper), Taye Diggs (Sam), Timothy Daly (Pete), Becky Wahlstrom (Lisa), Bellamy Young (Kathy),Cameron Watson(Rick), David Anders (Jackson), Diahann Carroll (Jane Burke), Elizabeth Reaser (Jane Doe), Garrison Hershberger (Doug), Jeff Perry (Thatcher Grey), Mare Winningham (Susan Grey), Raphael Sbarge (Paul), Shavon Kirksey (Maya), Stephanie Niznik (Carol), Tsai Chin (Helen), D.W. Moffett (Alan), Parisa Fitz-Henley (Tammie)
- Oficjalny polski tytuł:" Inna strona życia (cz. 1)"

### Streszczenie
Addison wyjeżdża na urlop do Los Angeles, do swoich przyjaciół z czasów studiów. Sam i Naomi są małżeństwem, które założyło wspólnie prywatną klinikę. Montgomery poznaje pozostałych lekarzy kliniki: Coopera, który jest pediatrą (umawia się przez Internet na randki), Petera, lekarza medycyny alternatywnej, Violet – psycholog – oraz Della, muskularnego recepcjonistę. Addison przyjechała do LA, bo chce mieć dziecko, a Naomi jest najlepszym specjalistą w leczeniu bezpłodności. Po badaniach okazuje się, że ma tylko dwa jajeczka, więc jest już praktycznie bezpłodna. Naomi zachęca ją, aby pracowała w jej klinice. W czasie pobytu Addison w klinice przychodzi Lisa, która przedwcześnie zaczyna rodzić.
Peter namiętnie całuje Montgomery, aby poprawić jej zły humor.
Rodzice Cristiny i Burke'a organizują przygotowania do ich ślubu. Yang prosi, żeby jedną z jej druhen została Callie. Cristina wybiera suknię ślubną. Preston ma już dość wtrącania się matki. Derek zastanawia się nad zerwaniem z Meredith.
Do szpitala trafia Susan, druga żona ojca Meredith. Cierpi na długotrwała czkawkę. Później okazuje się, że jest to coś poważniejszego, będzie potrzebna operacja. Niestety, w wyniku powikłań nie daje się jej uratować. Thatcher nie wytrzymuje, uderza Meredith w twarz. Wini ją właśnie o śmierć swojej drugiej żony.
Ava twierdzi, że wciąż nic nie pamięta, a Derek decyduje się ją operować. George przenosi się do innego szpitala na staż.

### Muzyka
- Feist, "Sealion"
- The Mary Onettes, "Lost"
- The Broken West, "Down In The Valley"
- The Switches, "Message From Yuz"
- The Rosewood Thieves, "Los Angeles"
- Jem, "California Sun"
- The Adored, "Not Having It"
- Brandi Carlile, "Turpentine"
- A.B. O’Neill, "California"
- Psapp, "Leaving In Coffins"
- Tim Myers, "Momma's Boy"
- Candi Staton, "You Don't Have Far To Go"
- Kate Walsh, "Your Song"
- Robert Randolph & The Family Band, "Ain’t Nothing Wrong With That"
- Lay Low, "Mojo Love"
- Bloc Party, "SRXT"

## The Other Side of This Life, Part 2
- Pierwsza emisja (Stany Zjednoczone): 3 maja 2007
- Reżyseria: Michael Grossman
- Scenariusz: Shonda Rhimes
- Gościnnie wystąpili: Amy Brenneman (Violet), Chris Lowell (Dell), Merrin Dungey (Naomi), Paul Adelstein (Cooper), Taye Diggs (Sam), Timothy Daly (Pete), Becky Wahlstrom (Lisa), Bellamy Young (Kathy), Cameron Watson(Rick), David Anders (Jackson), Diahann Carroll (Jane Burke), Elizabeth Reaser (Jane Doe), Garrison Hershberger (Doug), Jeff Perry (Thatcher Grey), Mare Winningham (Susan Grey), Raphael Sbarge (Paul), Shavon Kirksey (Maya),Stephanie Niznik (Carol), Tsai Chin (Helen), D.W. Moffett (Alan), Parisa Fitz-Henley (Tammie)
- Oficjalny polski tytuł: "Inna strona życia (cz. 2)"

## Testing 1-2-3
- Pierwsza emisja (Stany Zjednoczone): 10 maja 2007
- Reżyseria: Christopher Misiano
- Scenariusz: Allan Heinberg
- Gościnnie wystąpilii: Aasha Davis (Rina), Brian Tee (Andy), Chyler Leigh (Lexie Grey), Derek Phillips (Dale), Elizabeth Reaser (Jane Doe), Jack Yang (Walter), Jeff Perry (Thatcher Grey), Kevin Rankin (Jack), Loretta Devine (Adele Webber), Mandy Siegfried (Molly Thompson), Steven W. Bailey (Joe)
- Oficjalny tytuł polski: "Test"

### Streszczenie
Meredith chce iść na pogrzeb Susan, drugiej żony jej ojca, ale Thatcher sobie tego nie życzy. Do szpitala trafia 3 alpinistów z odmrożeniami. W trakcie ich rozmów okazuje się, że w górach zostawili swojego kolegę. Trwa wyścig o stanowisko głównego rezydenta. Ku zdziwieniu Mirandy o to stanowisko starają się także Sydney oraz Callie. Wniosek George’a o przyjęcie do Mercy West został pozytywnie rozpatrzony. Izzy nie chce, aby przez nią musiał rezygnować ze stażu w Seattle Grace. Callie chce mieć dziecko z George’em.
Stażyści piszą egzamin, który zadecyduje o ich przyszłej karierze lekarskiej. Cristina nie potrafi napisać przysięgi małżeńskiej. Burke prosi, aby jego drużbą został Derek. Organizuje on wieczór kawalerski w barze Joego. Derek nieoczekiwanie poznaje w barze siostrę Meredith, Lexie.
Addison wraca z Los Angeles. Walter i Joe chcą zaadoptować dziecko Riny. Proszą Montgomery o pomoc w przebadaniu kobiety. Okazuje się, że spodziewa się ona bliźniąt. Żona szefa, Adele, jest przyjęta do szpitala, gdyż miała mała stłuczkę. Podczas badań wychodzi na jaw, że jest w ciąży. Nie chce ona, aby się o tym dowiedział Richard. Alex odkrywa, że Rebecka odzyskuje pamięć.

### Muzyka
- Let’s Go Sailing, "This Rope Is Long"
- Amy Winehouse, "Wake Up Alone"
- Ingrid Michealson, "Corner Of Your Heart"
- The Weather Machines, "Stains Of Saints"
- Paolo Nutini, "Million Faces"

## Didn't We Almost Have It All?"
- Pierwsza emisja (Stany Zjednoczone): 17 maja 2007
- Reżyseria: Rob Corn
- Scenariusz: Tony Phelan, Joan Rater
- Gościnnie wystąpilii: Aasha Davis (Rina), Brian Tee (Andy), Chyler Leigh (Lexie Grey), Derek Phillips (Dale), Elizabeth Reaser (Jane Doe), Jack Yang (Walter), Kevin Rankin (Jack), Loretta Devine (Adele Webber), Steven W. Bailey (Joe), Jason London (Jeff Pope), Robin Pearson Rose (Patricia), Diahann Carroll (Jane Burke), Tsai Chin (Helen)
- Oficjalny tytuł polski: "U progu szczęścia"

### Streszczenie
Stażyści czekają na wyniki egzaminu. Zdali go wszyscy, poza George’em, który musi zaliczyć staż ponownie. Do szpitala trafia czwarty alpinista, który ma czekan wbity w głowę.
Ślub Burke'a i Cristiny nie dochodzi do skutku. Yang jedzie do ich wspólnego mieszkania, ale nie znajduje tam rzeczy Burke'a.
Nowym głównym rezydentem zostaje Callie. Miranda jest zawiedziona, ponieważ liczyła na to, że zostanie szefem rezydentów.
Adele poroniła. Okazuje się, że ojcem dziecka był Richard, który cały czas troskliwie opiekuje się żoną. Derek nie potrafi zerwać z Meredith. Przyznaje jej, że flirtował z inną kobietą w barze. W szpitalu pojawiają się nowi stażyści, w tym Lexie Grey, siostra Meredith.
Rebeckę i jej córeczkę odbiera ze szpitala jej Jeff, mąż pacjentki. Richard wybrał jako swojego następcę Dereka. Shepherd odrzuca tę ofertę. Uważa, że najpierw powinien nauczyć się kompromisu. Dodaje, że najlepiej dla szpitala będzie, jeśli Webber pozostanie na stanowisku.

### Muzyka
- The Jealous Girlfriends, "Roboxula"
- Grace Potter, "Falling Or Flying"
- Ray Lamontagne, "Hold You In My Arms"
- Ray Lamontagne, "Within you"
- The Hereafter, "Eulogy"
- The Mary Onettes, "Explosions"
- Ingrid Michaelson, "Keep breathing"

## Specjalne

### Complications of the Heart
- Pierwsza emisja (Stany Zjednoczone): 21 września 2006
- Narrator: Steven W. Bailey

### Every Moment Counts
- Pierwsza emisja (Stany Zjednoczone): 12 kwietnia 2006
- Narrator: Jeffrey Dean Morgan